# Хмарність

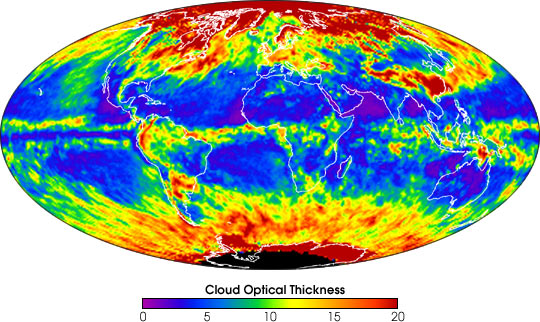
Середня за квітень 2001 року оптична товщина хмарності планети Земля (шкала у відсотках поглинання), дані експерименту MODIS)

Хмарність — ступінь вкриття неба хмарами в балах від 0 (ясно) до 10 (похмуро). Визначається візуально на відкритій місцевості. Спочатку визначається хмарність усіх ярусів (загальна), потім окремо нижнього ярусу (нижня). Кожен бал дорівнює 1/10 або 10 % площі видимого неба.
Сучасна 10-бальна шкала хмарності прийнята на першій Морській міжнародній метеорологічній конференції (Брюссель, 1853 р.).
Хмарність — один з важливих факторів, що визначають погоду й клімат. Завдяки ефекту екранування, вона перешкоджає як охолодженню поверхні Землі за рахунок власного теплового випромінювання, так і її нагріванню сонячною радіацією, тобто взимку й уночі хмарність перешкоджає зниженню температури земної поверхні й приземного шару повітря, улітку й удень — послабляє нагрівання земної поверхні сонячними променями, зм'якшуючи клімат усередині материків.
Улітку, за тихої погоди хмарність має два максимуми: вранці і після полудня. Вранці зниження температури повітря і збільшення його відносної вологості сприяє розвиткові шаруватих хмар. Після полудня, внаслідок розвитку термічної конвекції у першій половині дня, з'являються купчасті хмари. Середня річна хмарність для планети становить 5,4 бали, але над суходолом вона менша (4,8), ніж над океаном (5,8). Найбільша хмарність над північною частиною Атлантичного та Тихого океанів (8 балів), найменша - у тропічних пустелях (1-2 бали).